# Надудвар
Надудвар (мађ. Nádudvar) град је у Мађарској. Надудвар је један од важнијих градова у оквиру жупаније Хајду-Бихар.

## Географија
Насеље покрива површину од 294,99 km2 (114 sq mi) и има популацију од 11.472 људи (2019). Налази се у јужном делу крајолика Хортобађа, око 40 километара западно од седишта округа, Дебрецина. Посебан део насеља је Михаљхалма, који је удаљен око 7, 8 километара од центра ваздушном линијом и око 10 километара путем према западу. Западна половина његове административне територије је највећим делом део Националног парка Хортобађ, и стога је под заштитом државе.

## Историја
Надудвар је древно насеље, име је добило по трсци (Над) која се налази у поплавним равницама и оградама дворишта где је служио као материјал за градњу. Први писани помен насеља је из 1212. године у „Варади регеструму”. Краљ Матија је 1461. доделио Надудвару статус трговишта. Статус града је добио 1. марта 1989. године.
Споразум између краља Матије и Имрета Запоље, кога је он уздигао а који се убрзо повукао из побуне у Ердељу, постигнут је фебруара 1468. у Надудвару, на краљевом путу из Ердеља у Будим.

## Становништво
Године 2001. 98% маштанског становништва изјаснило се као Мађари, а 2% као Роми.
Током пописа из 2011. године, 84% становника се изјаснило као Мађари, а 3,4% као Роми (15,8% се није изјаснило, због двојног држављанства, укупан број може бити већи од 100%). 
Верска дистрибуција је била следећа: римокатолици 5%, реформисани 23,5%, гркокатолици 0,2%, неденоминациони 44,1% (26,1% није одговорило).